# Laevaranna
Laevaranna is een plaats in de Estlandse gemeente Saaremaa, provincie Saaremaa. De plaats heeft de status van dorp (Estisch: küla) en telt 8 inwoners (2021).
Tot in oktober 2017 lag de plaats in de gemeente Valjala en heette ze Rannaküla (‘stranddorp’). In die maand ging Valjala op in de fusiegemeente Saaremaa. Omdat in de nieuwe gemeente nog een ander dorp Rannaküla ligt, werd dit dorp omgedoopt in Laevaranna, naar het strand Laevanina (‘scheepsboeg’), dat in de buurt van de plaats ligt.
Laevaranna ligt aan de zuidkust van het eiland Saaremaa. Bij Laevaranna ligt een voormalige offersteen, de Võhksa ohvrikivi. De steen is 75 cm hoog en heeft een diameter van 2,75 tot 3 meter.

## Geschiedenis
Rannaküla (Laevaranna) werd voor het eerst genoemd in 1645 onder de naam Raneßel Jüry, een nederzetting die deels op het landgoed Röösa en deels op het landgoed Võhksa (Duits: Wexholm) lag.
In 1977 werd Rannaküla bij het buurdorp Kallemäe gevoegd. In 1997 werd het weer een zelfstandig dorp.